# Borsos Szabolcs
Borsos Szabolcs (Marosvásárhely, 1971. március 12. –)[forrás?] kutató filozófus, társadalomtudományokat oktató középiskolai tanár a marosvásárhelyi Bolyai Farkas Elméleti Líceumban, mentálhigiénés szakember, közíró.

## Tanulmányok
Pázmány Péter Katolikus Egyetem – Budapest, Hittudományi Kar (1990–1992: nappali tagozat, majd 1992–1995: levelező tagozat); Babeș–Bolyai Tudományegyetem – Kolozsvár, Történelem–Filozófia Kar – Filozófia Szak 1992–1996 (nappali tagozat); Semmelweis Egyetem – Budapest, Egészségügyi és Sporttudományi Kar – Mentálhigiéné Szak (szakirányú továbbképzési szak) 1998–2002 – mentálhigiénés szakember szakirányú szakképzettség; A filozófia doktora cím, humán tudományok témakörön belül kultúrfilozófiai szakterület, filozófiatörténeti szakirány. A disszertáció címe: A perszonalizmus mint az önismeret filozófiája (Kolozsvár – 2001).

## Szakmai tevékenységek
Oktatói tevékenységet folytatott 1995–1997 között a Gyulafehérvári Hittanárképző Főiskola marosvásárhelyi kihelyezett tagozatán (oktatási terület: filozófiatörténet, theodicea, kozmológia, etika, logika); 1995–1996 között a kolozsvári Láthatatlan Kollégium tudományos munkatársa, a Faluszeminárium vezetője; 1996–1997 között a kolozsvári Babeș–Bolyai Tudományegyetem Filozófia Szakán az Az ókori keresztény kor vallásfilozófiája című opcionális tárgy oktatója; 1996–1997 között a marosvásárhelyi Al. Papiu Ilarian középiskola tanára, majd 1997-től az ugyancsak marosvásárhelyi Bolyai Farkas Elméleti Líceum társadalomtudományok tanára. Ilyen minőségében vezetett különböző szakmai műhelyeket a középiskola diákjai számára Intervallum címmel. Megbízott előadóként tevékenykedett több egyetemen, főiskolán: 1999–2002 között a marosvásárhelyi Gábor Dénes Műszaki Főiskolán filozófiatörténetet oktatott; a Sapientia Tudományegyetem Marosvásárhelyi Karán 2002–2004 között kultúrtörténetet és kisebbségszociológiát tanított, 2005-2006 között pedig pedagógiát és családszociológiát; 2002–2003 között a Marosvásárhelyi Orvosi és Gyógyszerészeti Egyetemen filozófiatörténetet oktatott. 2002-től a Domus Hungarica Ösztöndíj segítségével részt vett a zsámbéki Apor Vilmos Katolikus Főiskola közép- és hosszabb távú, oktatásfejlesztéssel kapcsolatos projektjeiben, mint a szakirányú továbbképzési szakok fejlesztése, a kisebbségi léthelyzettel kapcsolatos témák, romológia. 2003-tól 2004-ig az Apor Vilmos Katolikus Főiskola Felnőttképzési Központjának (Budapest) külső munkatársa volt, továbbképzési tréningek vezetésével foglalkozott. 2008–2011 között a Marosvásárhelyen működő Márton Áron Teológiai Felnőttképző tanfolyamon filozófiát (theodiceát) oktatott. Középiskolai tanárként nagy hangsúlyt fektet a tehetséges diákok felkarolására, tudományos diákkonferenciákra való felkészítésére (2004-2020: TUDEK, TUDOK). 2018 decemberében a Közösségi kreativitás gyakorlati alkalmazására került sor a II. Rákóczi Ferenc Katolikus Iskola diákjainak részvételével.

## Kulturális és egyéb tevékenység
1996–2000 között referensként részt vett a Gyulafehérvári Főegyházmegye zsinati munkálataiban a Világi hívek munkacsoport vezetőjeként és az erről szóló dokumentum szerkesztőjeként. 1995–1998 között a Küldetésben című marosvásárhelyi katolikus értesítő felelős szerkesztője. 1993-tól a Vasárnap című hetilap és a Keresztény Szó című havilap Kolozsváron megjelenő katolikus sajtóorgánumok külső munkatársa. 1994–1998 között a Katolikus Magyar Bibliatársulat főtitkára volt, míg 2003-ban a HARMÓNIA – KLM Lelkigondozó Egyesület egyik alapító tagja Marosvásárhelyen. Aktív tagja a Romániai Magyar Pedagógusok Szövetségének, a Magyar Mentálhigiénés Szövetségnek (Budapest, 2000), a Romániai Magyar Filozófiatanárok Egyesületének, a Bolyais Öregdiákok Baráti Körének. Alapító tagja a Kutató Tanárok Országos Szövetségének (Budapest, 2005 decembere) és az Erdélyi Magyar Filozófiai Társaságnak (Kolozsvár, 2009). A Magyar Tudományos Akadémia külső köztestületi tagja 2013-tól, és a Kolozsvári Akadémiai Bizottság tagja.

## Kutatói ösztöndíjak
Kutatói munkáját több magyarországi és erdélyi ösztöndíj segítségével folytatta: Faludi Ferenc jezsuita posztgraduális ösztöndíj 1996 (6 hónap), Erdélyi Múzeum-Egyesület Doktorandusz Ösztöndíj 1999 (3 hónap), Domus Hungarica Scientiarium et Artium – Junior (MTA) (1 hónap) 2002, Domus Hungarica Scientiarium et Artium – Junior (MTA) (1 hónap) 2003, Domus Hungarica Scientiarium et Artium – Senior (MTA) (1 hónap) 2004.

## Szakkonferenciákon való részvétel
1996-ban Budapesten a Magyar Napló – Magyar Írók Szövetsége által kiírt Nemzetközi Esszépályázat III. díjazottja volt az Értelmiségi léthelyzet a Kárpát-medencében, kisebbségben című esszéjével. Számos hazai és nemzetközi szakkonferencián vett részt előadóként, melyek közül a fontosabbak a következők: 2001 novemberében Kolozsváron, Alkalmazott Filozófia – a Filozófia Alkalmazása elnevezésű nemzetközi konferencia, előadása címe: Jean Lacroix perszonalizmusáról; 2002 júliusában Balatonszárszón a Magyar Népfőiskolai Collegium Konferenciája, a Kisebbségi létben, Európa felé című előadással; 2002 novemberében a Kolozsváron szervezett Nemzetközi Filozófiai Konferenciára elküldött előadása címe: A segítő beszélgetés mint kommunikációs módszer; 2002 novemberében Budapesten Nemzetközi Bolyai János Konferencia, Bolyai János filozófiája című előadással; 2005 októberében a Behaviour Medicine című nemzetközi konferencia a marosvásárhelyi Orvosi Egyetemen, Kisebbségi mentálhigiéné című előadásával; 2006 márciusában Nagymaroson Pedagógia és Mentálhigiéné című konferencia, előadása témája: Önismeret az oktató-nevelő munkában; 2006 októberében Karcagon Kutató Tanárok Konferenciája, az előadás témája: Helyes gondolkodás a kommunikációban; 2009. május 21: Biztonságos és szétesett világok című tudományos kollokvium, helyszín: Babeș-Bolyai Tudományegyetem, Kolozsvár, előadása címe: A kudarckutatás perszonálfilozófiai megközelítésben; 2011. április: Tanács-Adás-Vétel – Tudományközi kollokvium szervezője a kolozsvári Babeș–Bolyai Tudományegyetemen; 2011. augusztus: VII. Nemzetközi Hungarológiai Kongresszus, Kolozsvár, Vallásszociológiai szekció – előadása címe: Mentálhigiénés szempontok a valláskutatásban; 2014. november: Mentálhigiénés Konferencia a Nagyváradi Partiumi Keresztény Egyetemen; 2017. április 6–8.: Szombathely – Találkozások című konferencia, előadása: A társadalomtudományok oktatása a Bolyai Farkas Elméleti Líceumban; 2017. szeptember 7–9. között: Nagykőrös, V. EASA SC&H & CEESBM Summer Course – előadás: A perszonalizmusról; 2018. december 14–15.: Annual meeting of CEESBM – Logivita Munkacsoport keretében.

## Kitüntetések, díjak
Szakmai tevékenysége során jelentős kitüntetésekben részesült: Pedagógus Kutatói Pályadíj (2003), melynek alapítója és adományozója a Magyar Tudományos Akadémia; Apáczai Díj (2012 és 2020), melynek alapítója és adományozója a Romániai Magyar Pedagógusok Szövetségének Tudományos Tanácsa.

## Publikációs lista

### Könyvek, monográfiák, könyvfejezetek
1. A létalkotó személy (Vallásbölcseleti bevezetés) Mentor Marosvásárhely, 1997. ISBN 973-9263-33-X
2. Borsos Szabolcs – Pápai József: Vallástörténet középiskolások számára..(Alternatív tankönyv a líceumok első évfolyama számára) Erdélyi Tankönyvtanács, Ábel, Kolozsvár. 2002. ISBN 973-8239-45-1
3. Logika és érveléstan c. hivatalos tankönyv társfordítója román nyelvről magyar nyelvre, Corvin Kiadó, Déva, 2003
4. A perszonalizmus mint az önismeret filozófiája. Kreatív Marosvásárhely, 2005. ISBN 973-7638-10-7[9]
5. Pápai József – Borsos Szabolcs: Vallás és kultúra I. (Alternatív tankönyv a középiskolások első évfolyamai számára) Hoppá Kiadó, Marosszentgyörgy, 2005. ISBN 973-7899-34-2
6. Pápai József – Borsos Szabolcs: Vallás és kultúra II. (Alternatív tankönyv a középiskolások második évfolyamai számára) Hoppá Kiadó, Marosszentgyörgy, 2006. ISBN 973-7899-58-X
7. Önismeret a karrier-építésben. Kreativ Kiadó, Marosvásárhely, 2006. ISBN 973-7638-39-5, ISBN 978-973-7638-39-7
8. Együttélés a gondolattal – írások a társadalomfilozófia tárgyköréből, Kreatív Kiadó, Marosvásárhely, 2006. ISBN 978-973-7638-32-8
9. Háttérkérdések a kudarc fogalmáról. Studium Kiadó, Marosvásárhely, 2011. ISBN 978-606-92008-0-3
10. A kreatív gondolkodás lehetősége. Studium Kiadó, Marosvásárhely, 2011. ISBN 978-606-92008-2-7
11. Hit, kultúra, önrendelkezés Kelet-Európából nézve. Studium Kiadó, Marosvásárhely, 2014. ISBN 978-606-8349-22-0
12. Én-Te logika. (kreatív terápiás módszertan). Studium Kiadó, Marosvásárhely, 2014. ISBN 978-606-8349-24-4[10]
13. Ambrus Tünde – Borsos Szabolcs – Stan Johann – Székely Szilárd János: Innováció és közösségi kreativitás. Studium Kiadó, Marosvásárhely, 2015. ISBN 978-606-8349-06-0
14. Borsos Szabolcs – Székely Szilárd János: Székely családmonográfiás napló. Studium Kiadó. Marosvásárhely, 2019. ISBN 978-606-8349-47-3
15. Alkalmazott logika és filozófia Bolyai János gondolatvilágában; Studium, Marosvásárhely, 2019 ISBN 978-606-8349-46-6
16. Kutassunk együtt! 2017 – Csíkszereda Konferencia kötete[11]
17. Borsos Szabolcs–Székely Szilárd-János: Székely családmonográfiás napló; Studium, Marosvásárhely, 2019
18. A lélekrajzolás újdonsága. Perszonálfilozófia és mentálhigiéné; Stratégiakutató Intézet, Budapest–Marosvásárhely, 2022.

### Tudományos szakfolyóiratokban, kulturális heti- és havilapokban megjelent fontosabb, tudományos cikkek
1. A halál-jelenség mint vallásfilozófiai kérdés. In: Kellék – Kolozsvári Filozófusok Lapja Nr. I – 1994. pg. 24-38. ISSN 1453-7400[12]
2. Vallás és filozófia. In: Keresztény Szó, Kolozsvár, 1996. október. pg. 2. ISSN 1220-630X
3. A személy az információs társadalomban. In: Keresztény Szó, 1997. november. pg. 3. ISSN 1220-630X
4. A 2000. év vallásfilozófiai jelentősége. In: Keresztény Szó, 1999. december. pg. 3. IISSN 1220-630X
5. Berepültek a mese közepébe. In: Keresztény Szó, 2002. február pg. 2. ISSN 1220-630X
6. A kisebbségi lét koordinátái. In: A Hét (Irodalmi és társadalomtudományi hetilap) 2000-19. pg. 3. ISSN 1222-7994
7. Az interdiszciplináris szemlélet lehetőségei. In: Közoktatás – Bukarest, Nr. 1999 – június. pg. 2. ISSN 1221-5732
8. Kisebbségi létben, Európa felé. In: Várad (Irodalom, Művészet, Társadalom, Tudomány), Nagyvárad 2002/3. pg. 83-92. ISSN 1583-0616
9. Kisebbségi létben, Európa felé. In: MNC Népfőiskolai Füzetek XI. (Keresztyénség és nemzeti egység a Kárpát-medencében) – Balatonszárszói előadások 2002. július 22-28. Budapest, 2002. pg. 12. ISBN 963 20 6221 3
10. A mentálhigiénia fogalmának megközelítése. (Egy erdélyi gimnázium kísérlete) In: Taní-Tani Pedagógiai Periodika, Budapest, nr. 22-23/2003. (pg. 65-72) ISSN 1417-3638
11. Jean Lacroix perszonalizmusa. (Gyűjteményes kötet, a 2001-es filozófiai konferencia előadásai) In: A filozófia alkalmazása – alkalmazott filozófia. Kolozsvár, Pro Philosophia, 2003. (pg. 185-193) ISBN 973-86029-2-0
12. A nagytestvér-effektus avagy megjegyzések a hatalom arcvonásairól. In: Várad 2003/5. ISSN 1583-0616
13. Bolyai János filozófiája. In: Magyarok Világszövetsége és a MAG közös kiadványában (Bolyai János-emlékkönyv), Budapest, 2003 december. ISBN 963938706-1
14. A hatalom lélektana és vallásfilozófiája. In: Keresztény Szó, Kolozsvár 2004/1. ISSN 1220-630X
15. Megjegyzések az emberi méltóságról. In: Keresztény Szó 2004/3 (pg. 8-12) ISSN 1220-630X
16. Megjegyzések az önismeret filozófiájáról. In: Keresztény Szó 2005/8 (pg. 4) ISSN 1220-630X
17. Vallási kisebbség – identitás – önismeret. In: Keresztény Szó 2004/5 (pg. 15-17) ISSN 1220-630X
18. A segítő beszélgetés mint kommunikációs módszer – 2002-es kolozsvári Filozófiai Konferencia önálló kötete, ISBN 973-86029-7-1[13] (Péter Árpád tanulmánya, citáció)
19. Kérdésként lehetséges? In: Várad 2004/5. ISSN 1583-0616
20. Helyes gondolkodás a kommunikációban, avagy hasznos tudás a munkaerőpiacon In: Kutató Tanárok Tudományos Közleményei 2006 (Szerk. Kiss Gábor, Dr. Lagzi István), Kutató Tanárok Országos Szövetsége, ISBN 963 87225 1 7
21. Apa – miért élünk? (sorozat) In: Keresztény Szó. 2006/12, 2007/1, 2007/2, 2007/3. ISSN 1220-630X
22. Jean Lacroix kudarc-elmélete In: Keresztény Szó. 2007/4 (pg. nr. 3) ISSN 1220-630X
23. Megjegyzések a filozófiai perszonalizmusról. In: Várad 2008/10. ISSN 1583-0616
24. Megjegyzések a választás háttereiről. In: Várad 2008/11-12 ISSN 1583-0616[14]
25. Kérdések a kudarckutatás lehetőségeiről. (tanulmány) In: Várad 2009/3, ISSN 1583-0616
26. Közösségi lényegkeresés avagy az autonómia útvesztői. In: Várad 2009/8, ISSN 1583-0616
27. A kudarckutatás perszonálfilozófiai megközelítésben. In: TÖBBLET – filozófiai folyóirat. Kolozsvár 2009/1. ISSN 2067-2268
28. A párbeszéd kultúrájának gyakorlati filozófiája, In: VIGÍLIA, Budapest 2013/6 HU ISSN 0042-6024[15]
29. Elidegenedés, halál. Jean Lacroix kudarc-elmélete. In: Testben élünk – Keresztény Szó könyvek 6. 2016. ISBN 978-606-8627-42-7
30. Acta Historica Hungarica Turiciensia[16]

## Szerkesztői tevékenység
1. Az Acta Historica Hungarica Turiciensia – Pannon Kultúraközösség Kutató és Képzőközpont Folyóirat (2008/A) szerkesztője
2. Lenni. Perszonálfilozófiai tanulmányok – a humán és társadalomtudományok határán (az Erdélyi Magyar Filozófiai Társaság Perszonálfilozófiai Munkacsoportjának módszertani kiadványa), Szerkesztő: Borsos Szabolcs, Studium Kiadó Marosvásárhely 2011, ISBN 978-606-92008-9-6
3. Lenni 2 – Tanulmányok a humán és a társadalomtudományok határán (az EMFT – Perszonálfilozófiai Munkacsoportjának kiadványa), Szerkesztő: Borsos Szabolcs, Studium Kiadó Marosvásárhely, 2012, ISBN 978-606-8349-17-6
4. Közösségi füzetek 1, 2, 3 – A Metmorphosis Nova Transylvaniae Egyesület kiadványai
5. Ambrus Tünde – Borsos Szabolcs – Stan Johann – Székely Szilárd János: Innováció és közösségi kreativitás. Studium Kiadó, Marosvásárhely, 2015. ISBN 978-606-8349-06-0[17]
6. Szaklektor: Simon-Székely Attila: Végtelen tudat – A struktúrák új tudománya – Infinitológia. Animula Könyvek. Budapest. 2013

## Online tevékenység, hivatkozások
- Családmonográfia[18]
- Project for Logic & Creativity – Creative Director – Practical Philosophy[19] (2013 szeptemberétől)
- Az erdélyi magyarság sorskérdései[20]
- Szombathelyi előadás[21]
- Telesuli-projekt aktív résztvevője, filozófia és szociológia előadások megtartása, 2020. április[22]
- Interjú[23]
- https://mariaesmarta.ro/
- Reconditio humana névvel applikáció készült 2019-ben, amelynek mentora volt.
- https://play.google.com/store/apps/details?id=com.companyname.reconditio.humanajo
- https://www.zmte.org/hu/e107_files/public/56.pdf%5B%5D
- https://www.zmte.org/hu/e107_files/public/57.pdf%5B%5D
- https://sek.videotorium.hu/hu/contributors/6684/dr-phd-borsos-szabolcs
- https://sek.videotorium.hu/hu/recordings/18423/alkalmazott-logikai-modszerek-a-bolyai-farkas-elmeleti-liceumban
- https://www.e-nepujsag.ro/articles/angyalok-a-varosban